# Posavsko hribovje
Posavsko hribovje este o arie protejată (arie de protecție specială avifaunistică — SPA) din Slovenia întinsă pe o suprafață de 3.516,4 ha, integral pe uscat.

## Localizare
Centrul sitului Posavsko hribovje este situat la coordonatele 46°06′10″N 15°17′46″E / 46.1027°N 15.2962°E.

## Înființare
Situl Posavsko hribovje a fost declarat arie de protecție specială avifaunistică în aprilie 2004 pentru a proteja 5 specii de animale.

## Biodiversitate
Situată în ecoregiunea continentală, aria protejată nu include niciun habitat protejat.
La baza desemnării sitului se află mai multe specii protejate de  păsări (5): acvilă de munte (Aquila chrysaetos), buha (Bubo bubo), barză neagră (Ciconia nigra), șoim călător (Falco peregrinus), muscar-gulerat (Ficedula albicollis).